# The Sea Children
The Sea Children è un film del 1973 diretto da David Andrews.

## Trama
Un gruppo di ragazzi in vacanza a Malta scoprono lo straordinario mondo che si trova nelle profondità del mare.